# موزه اسوان
موزه اسوان موزه‌ای در الفانتین است که در جنوب شرقی اسوان، مصر واقع شده‌است. این موزه در سال ۱۹۱۲ برای عموم افتتاح شد و آثاری از نوبیا را در خود جای داده‌است که در هنگام ساخت سد اسوان در آنجا نگهداری شده‌است. در سال ۱۹۹۰، بخش جدیدی با نمایش یافته‌هایی که در جزیره الفانتین کشف شد، مانند ظروف، اسلحه، سفال و مومیایی افتتاح شد.
این موزه در نزدیکی ویرانه‌های ابو واقع شده‌است، جایی که هنوز هم حفاری‌هایی در آن انجام می‌شود.

## محتویات موزه
این موزه شامل مجسمه‌های بسیاری از پادشاهان و افراد، برخی از مومیایی‌های قوچ، نماد خدای «خنوم»، انواع سفال، آثار معماری و تزئینی، تعدادی سارکوفاژی، وسایل زندگی روزمره و برخی نقاشی‌های جنازه است.
در سال‌های اخیر، هیئت آلمانی که به حفاری در الفانتین مشغول بود، در همکاری با شورای عالی آثار باستانی، قسمت ضمیمه موزه قدیمی واقع در شمال آن جزیره را ایجاد کرد که شامل مجموعه‌ای از آثار باستانی است که در حفاری‌ها کشف شده‌است.
این موزه همچنین شامل یک باغ، غارهای حکاکی شده روی سنگ، مناره‌هایی به سبک اسلامی، یک خانه نوبیایی است که توسط دریاچه احاطه شده‌است.

## گسترش موزه
بین سالهای ۱۹۹۱–۱۹۹۳، بخش جدیدی در شمال موزه اسوان و در فاصله ۱۰ متری آن اضافه شد. مساحت بخش ضمیمه موزه حدود ۲۲۰ متر مربع است و دارای ۳ سالن نمایشگاهی با سقف شیشه‌ای است که در بالای آن سقف بتونی قرار دارد و در منطقه مرکزی به شکل سلسله مراتبی تاج گذاری‌شده دیده می‌شود. مؤسسه باستان‌شناسی آلمان از سال ۱۹۶۹ تا ۱۹۹۷ در جزیره الفانتین فعالیت داشت.
پس از اینکه در انقلاب ژانویه ۲۰۱۱ مدتی موزه بسته بود، وزیر باستان‌شناسی تصمیم گرفت موزه اسوان در جزیره الفانتین را مجدداً به روی گردشگران خارجی باز کند، و این همزمان بود با جشن بزرگی که به مناسبت صدمین سال تأسیس موزه برگزار شد.

## نگارخانه

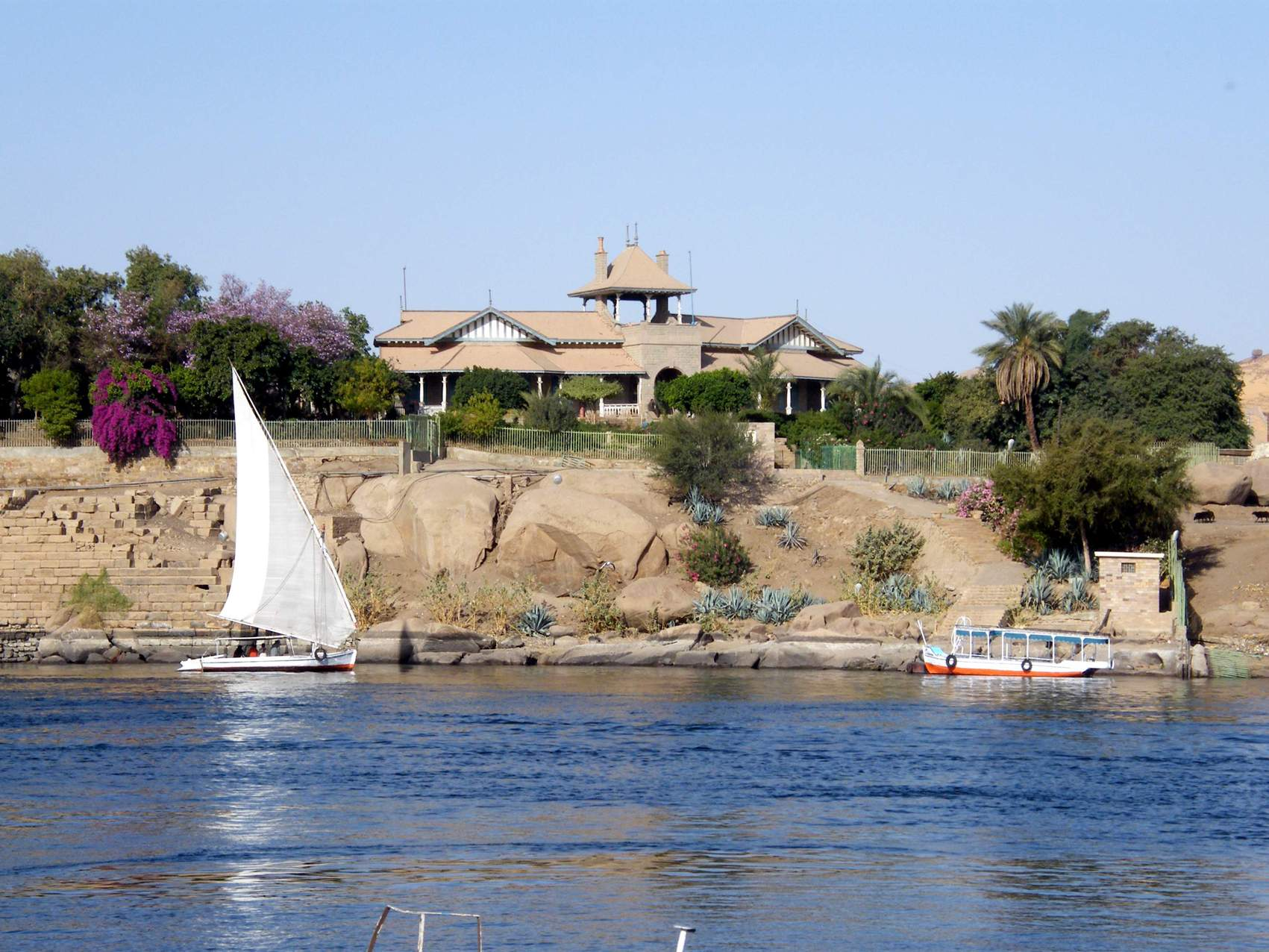
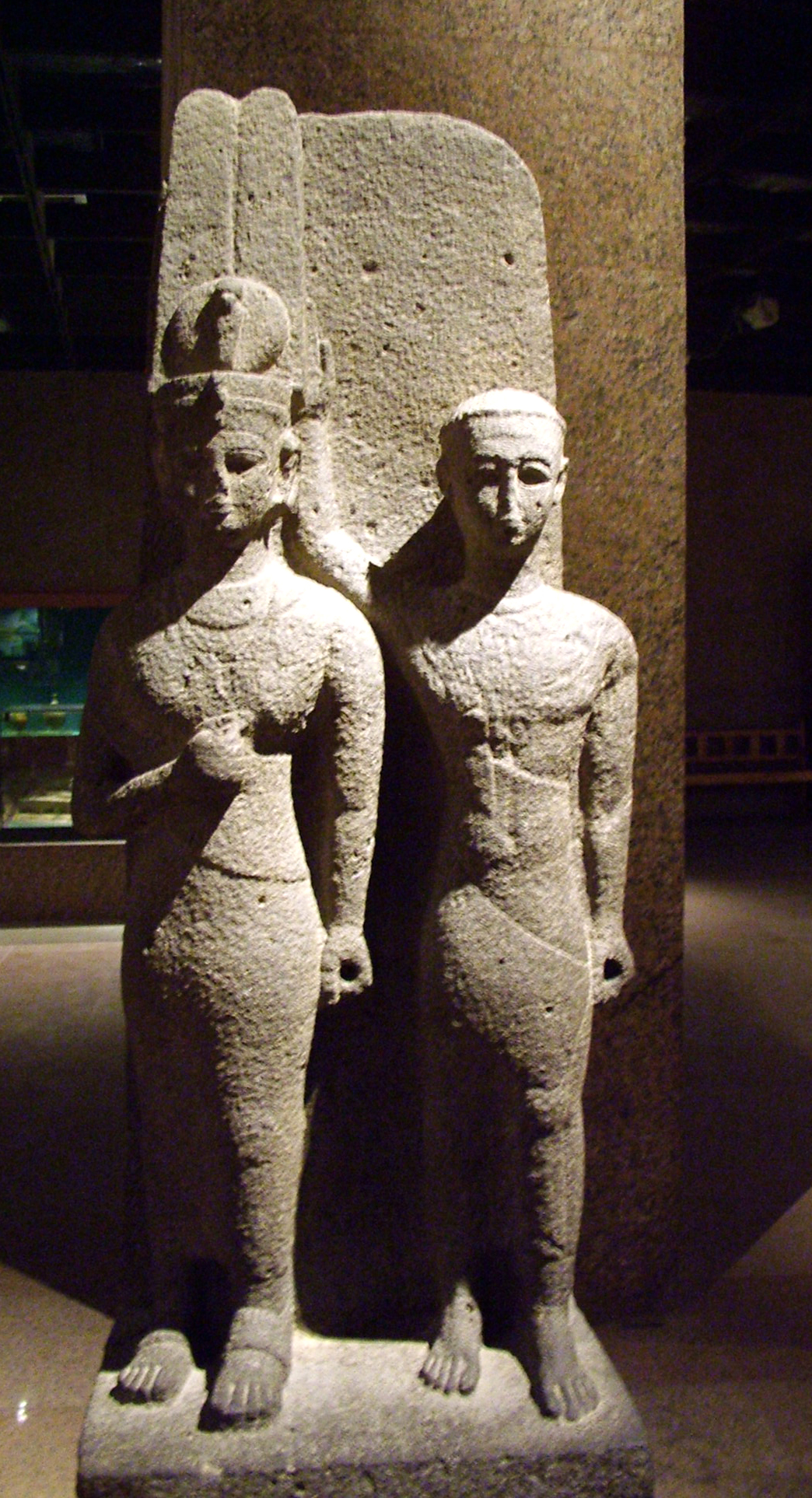
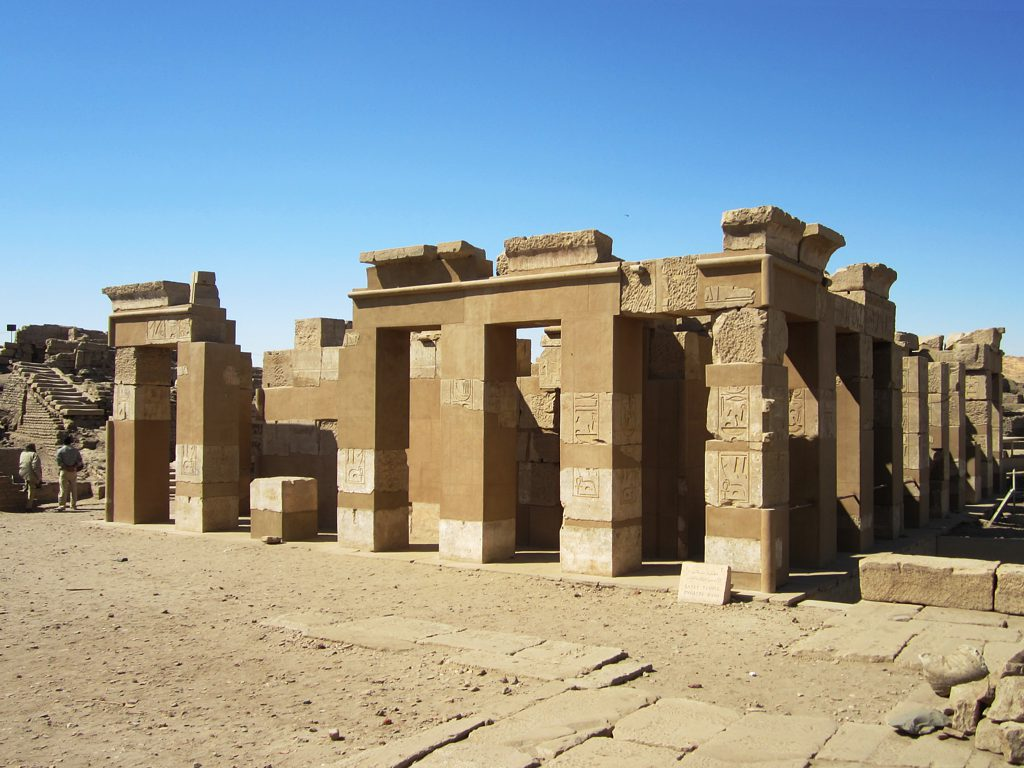
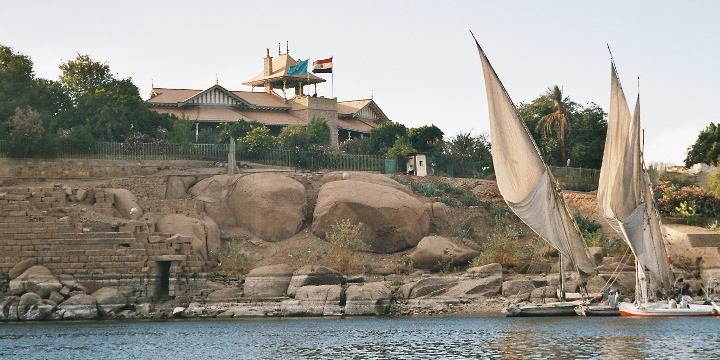
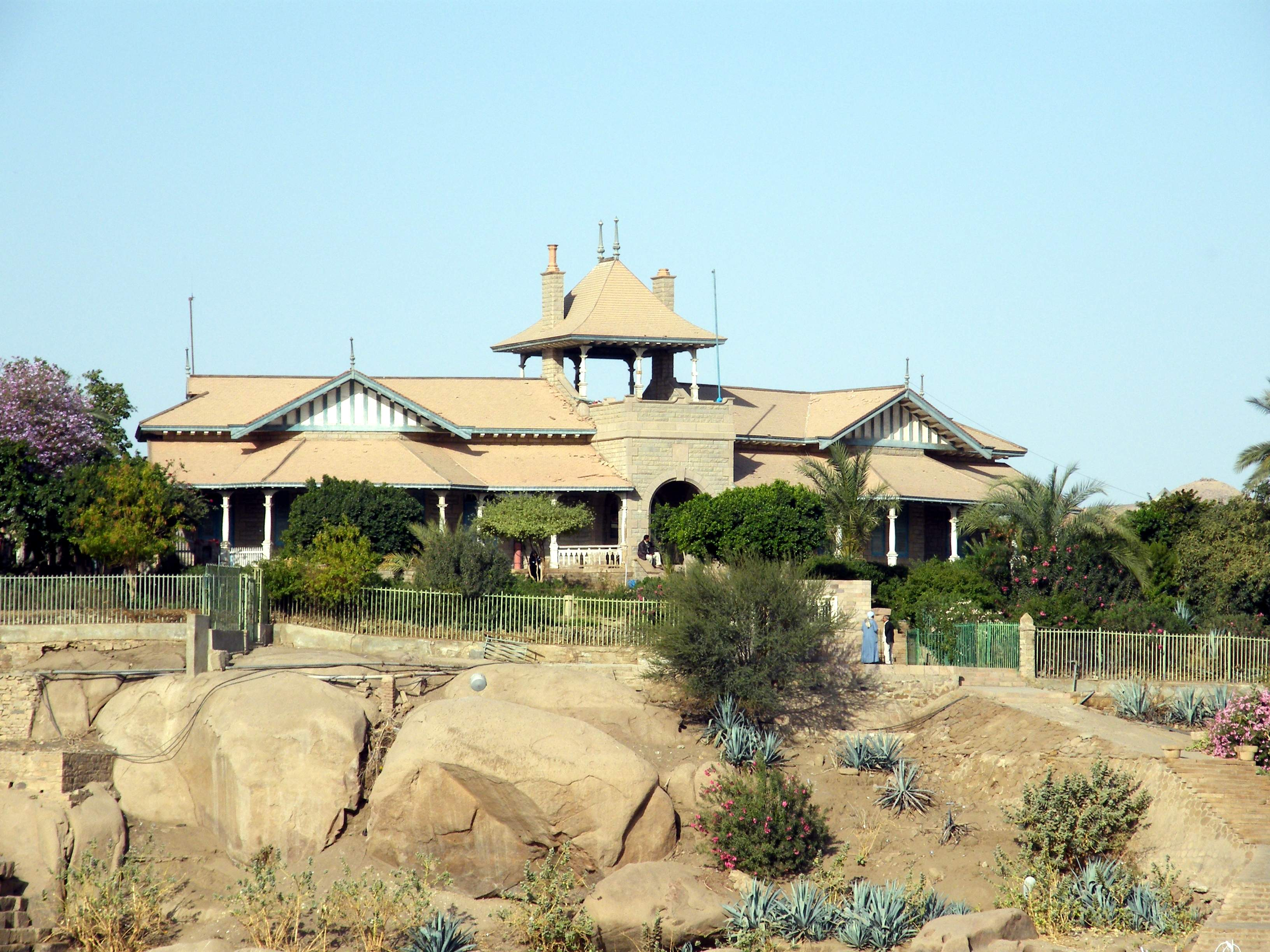
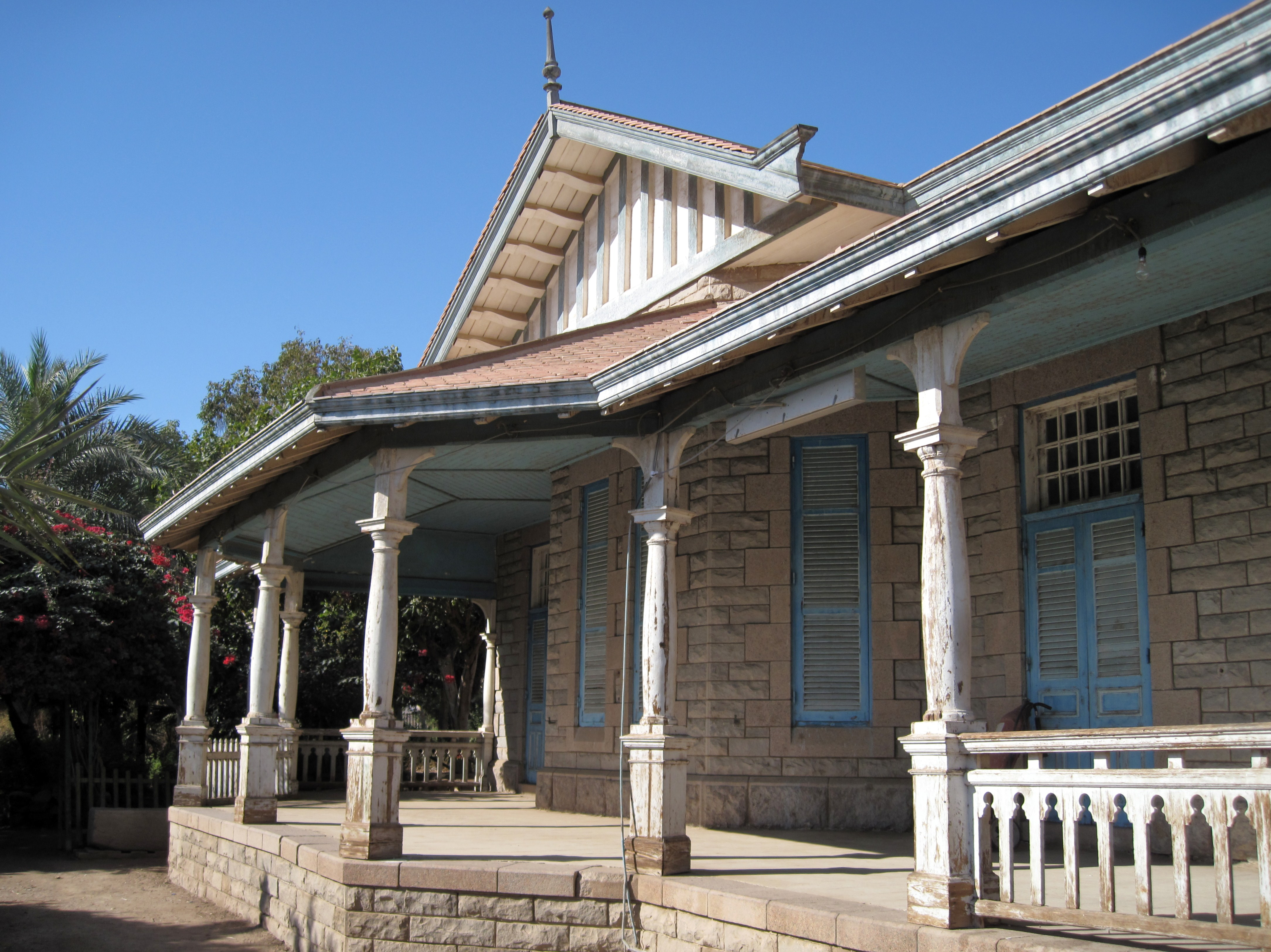
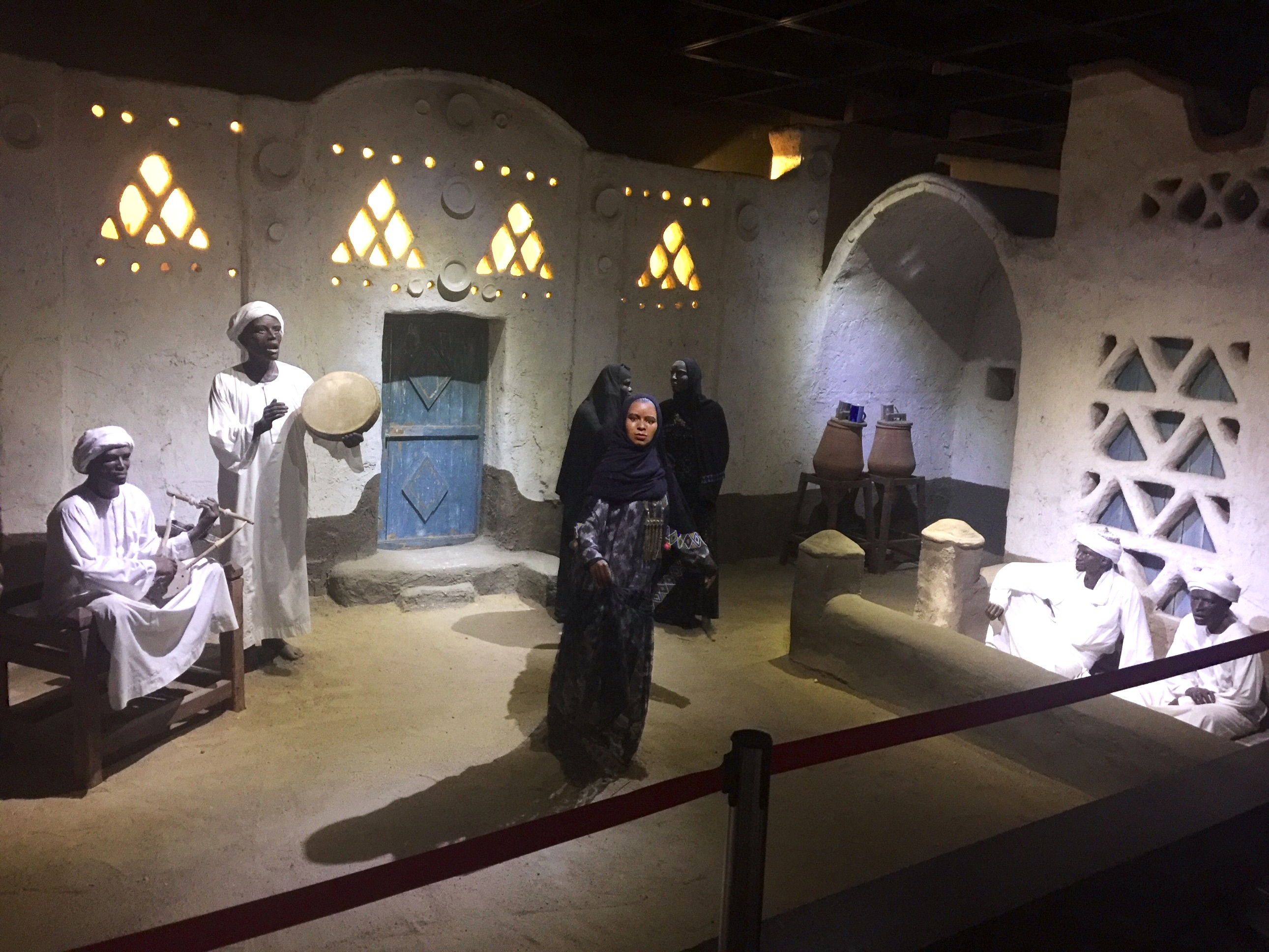